# Rafael Fernández Rodríguez
Rafael Fernández es un sindicalista y político trotskista uruguayo.
En su juventud fue estudiante de filosofía y fue militante gremial estudiantil. Funcionario bancario, ocupa cargos dirigentes en AEBU. Es funcionario público del Banco de Seguros del Estado.
Militante del Partido de los Trabajadores, fue candidato a la Presidencia de la República para las elecciones de octubre de 2004 y las de 2014. También fue precandidato en las elecciones internas de 1999 y en las de 2009, pero en dichas instancias no se alcanzó el mínimo de votos imprescindible para presentar la postulación presidencial en octubre.
En 2019, Fernández va por un nuevo intento, procurando igualar o superar la votación obtenida por su partido en 2014. Durante la campaña, el periodista Facundo Ponce de León le dedica un programa del ciclo De Cerca.